# Wemmershof
Wemmershof ist eine Kleinsiedlung bei Adelsheim im Neckar-Odenwald-Kreis in Baden-Württemberg mit etwa 50 Einwohnern.

## Geographie
Die Kleinsiedlung Wemmershof liegt etwa drei Kilometer östlich von Adelsheim im oberen Brünnbachtal. Wemmershof liegt auf der Gemarkung der Kernstadt Adelsheim. In dem zur Stadtmitte laufenden Bachtal liegt auch das städtische Freibad.

## Geschichte
Der Weiler Wemmershof lässt sich seit 1423 nachweisen. Die älteste Namensform lautet Weymerspach. Wemmershof befand sich im Besitz der Herren von Adelsheim. Im Mittelalter wurde den dort ansässigen Bauern der Grund und Boden zur Bestellung von den damaligen Grundherren überlassen.
Heute ist Wemmershof nach wie vor eine landwirtschaftlich geprägte Siedlung.